# محركات جزيئية

تمثل المحركات الجزيئية (بالإنجليزية:  Molecular motor)‏ آلاتٍ جزيئيةٍ (بالإنجليزية: molecular machine )‏ تعتبر العوامل الأساسية في حركة الكائنات الحية. حيث يمكن تعريف المحرك بصورةٍ عامةٍ على أنه جهازٍ يستهلك الطاقة في صورةٍ معينةٍ ويقوم بتحويلها إلى حركةٍ أو شغلٍ ميكانيكي (mechanical work)، فعلى سبيل المثال تستفيد العديد من المحركات الجزيئية القائمة على البروتينات من الطاقة الكيميائية الحرة المنبعثة من عملية حلمهة ثلاثي فوسفات الأدينوسين بهدف القيام بالشغل أو العمل الميكانيكي. هذا وفي ضوء كفاءة الطاقة، فإن مثل تلك المحركات يمكن لها أن تفوق المحركات المصنعة المتوفرة حالياً. ويلاحظ وجود فرقٍ جوهريِ فيما بين المحركات الجزيئية والمحركات الماكروسكوبية يتمثل في أن تقوم بعملها في الحمام الحراري (Thermal bath (thermodynamics) )، وهو عبارة عن بيئةٍ ما تكون التموجات الحرارية (thermal fluctuation) جراء الضوضاء الحرارية (بالإنجليزية:  fluctuation-dissipation theorem )‏ هامةً جداً.

## الأمثلة
ومن أمثلة المحركات الجزيئية الهامة حيوياً:
- محركات هياكل الخلية (Motor protein)
  - محرك الميوزين المسؤول عن انقباض وحركة العضلات.
  - محرك الكينيزين (Kinesin) وهو المختص بنقل الحمولة إلى داخل الخلايا بعيداً عن النواة على طول الأنيبيبات (microtubule)
  - محرك الجينين (Dynein) ويختص بإنتاج الأكسومين الضارب لكلٍ من الأهداب (Cilium) و الأسواط بالإضافة إلى نقله للحمولة على طول الأنيبيبات في إتجاه نواة الخلية.
- محركات البلمرة:
  - تولِّد بلمرة الأكتين مجموعةً من القوى والتي يمكن استخدامها في عملية الدفع. كما يُستخدم هنا ثلاثي فوسفات الأدينوسين.
  - بلمرة الأنيبيبات (Microtubule) باستخدام غوانوسين ثلاثي الفوسفات (بالإنجليزية:  Guanosine triphosphate)‏ (GTP).
  - دينامين (Dynamin) مسؤولٌ عن فصل براعم الكلاثرين (clathrin buds) عن غشاء البلازما. كما يُسْتَخَّدم غوانوسين ثلاثي الفوسفات (بالإنجليزية:  Guanosine triphosphate)‏ (GTP) هنا.
- المحركات الدوارة:
  - عملية تركيب FoF1-ATP يولد ثلاثي فوسفات الأدينوسين مستخدمةً البروتين الكهروكيميائي العابر للغشاء (transmembrane electrochemical proton) والمتدرج داخل ال المتقدرات.[3]
  - السوط البكتيري المسؤول عن سباحة وحركة الإشريكية القولونية البهلوانية حيث أن أنواعاً أخرى من البكتريا تتحرك كمروحةٍ جامدةٍ والتي يتم تحريكها بواسطة محركٍ دوارٍ. وهنا نلاحظ أن مثل ذلك المحرك يدفعه تيار البروتينات عبر الغشاء، أحياناً بواسطة استخدام آليةٍ مماثلةٍ لتلك التي تتواجد في محرك Fo في عملية تصنيع أو تشكيل فوسفات الأدينوسين.
- محركات الحامض النووي:
  - ينسخ بوليميراز الحمض الريبي النووي الحمض الريبي النووي من نموذج الدنا.[4]
  - يحول بوليميراز الدنا الدنا أحادي الضفيرة إلى دنا ثنائي الضفيرة.[5][6]
  - يفصل الهيليكاز ضفائر الحمض النووي المزدوجة قبيل عمليتي النسخ أو النسخ المتماثل (replication). وهنا يستخدم ثلاثي فوسفات الأدينوسين.
  - يقلل Topoisomerases من اللف الفائق للدنا في الخلية. وهنان يُستخدم ثلاثي فوسفات الأدينوسين كذلك.
  - يعيد كلٌ من مركب إعادة عرض هيكل الكروماتين (بالإنجليزية:  Chromatin Structure Remodeling (RSC) Complex)‏ ومركب SWI/SNF نمذجة الكروماتين في خلايا حقيقيات النوى. ونلاحظ أن ثلاثي فوسفات الأدينوسين يُستخدم كذلك هنا.
  - يُعَدُ بروتين الصيانة الهيكلية للبرتين (بالإنجليزية: protein Structural Maintenance of Chromosomes)‏ مسؤولاً عن تكاثف الكروموسوم (بالإنجليزية:  chromosome condensation)‏ في الخلايا حقيقيات النوى.[7]
  - تلفظ محركات تغليف الحمض النووي الفيروسي حمض الدنا النووي الوراثي الفيروسي إلى داخل أقفاصٍ صغيرةٍ (capsids) كجزءٍ من دائرة النسخ المتماثل.[8]
- كما قام الكيميائيون بإنتاج المحركات الجزيئية الاصطناعية التي تنتج الحركة الدوارة، ومن المحتمل أن تسفر عن حركةٍ تطويقيةٍ مقلوزةٍ.

## اعتبارات نظرية
نتيجة كون الأحداث محركة عشوائيةٍ، فغالباً ما يتم إعاداد نماذج المحركات الجزيئية مع معادلة فوكر- بلانك (Fokker-Planck equation) أو مع طريقة مونت كارلو. حيث تُعَدُ مثل تلك النماذج النظرية مفيدةً بصورةٍ خاصةٍ عندما يتم معاملة المحركات الجزيئية على أنها محرك البراونية.

## ملاحظة تجريبية
يلاحظ في مجال الفيزياء الحيوية التجريبية أن نشاط المحركات الجزيئية مع العديد من المنهجيات والمداخل التجريبية المختلفة، والتي من بينها:
- الطرق الفلورية: نقل طاقة رنين الفلورسنت ( FRET (Förster resonance energy transfer))، مطيافية الارتباط الفلوري ( FCS (Fluorescence correlation spectroscopy)).
- قد تكون الملاقيط المغناطيسية مفيدةً في تحليل المحركات التي تعمل على الأجزاء الطويلة من الحمض النووي (دنا).
- يمكن استخدام مطيافية صدى سبين النيوترون (Neutron spin echo spectroscopy) لملاحظة الحركة المقاييس الزمنية نانوية الثانية.
- تناسب الملاقيط البصرية (Optical tweezer) دراسة المحركات الجزيئية بسبب الثوابت النابضة المنخفضة.
- يمكن استخدام الفيزيولوجيا الكهربائية أحادية الجزيء لقياس ديناميكية قنوات الأيون الفردي.

هذا ويمكن استخدام العديد من الأساليب الأخرى. فمع تطوير تقنياتٍ وطرقٍ جديدةٍ، يصبح من المتوقع أن معرفة المحركات الجزيئية طبيعية الحدوث سيكون مفيداً في إنشاء وتكوين محركاتٍ نانويةٍ اصطناعيةٍ.

## الغير أحيائية
شرع كلٌ من الكيميائيون وهؤلاء المشاركين في مجال تقانة الصغائر مؤخراً في استكشاف احتمالية إنتاج محركاتٍ جزيئيةٍ (دي نوفو) de novo. إلا أن تلك المحركات الجزيئية الاصطناعية تعاني حالياً من العديد من أوجه القصور التي تحجم من استخدامها في معامل الأبحاث. على الرغم من ذلك، فالعديد من مثل تلك العيوب يمكن التغلب عليها بسبب فهمنا للكيمياء والفيزياء في مجال الزيادات النانوية. ولنا أن نلاحظ أن أنظمةً كسيارات النانو، والتي لا تُعَدُ محركاتٍ من الناحية الفنية، تعتبر أمثلةً توضيحيةً للجهود الحالية صوب تصنيع محركاتٍ نانويةٍ اصطناعيةٍ.

## وصلات خارجية
- Cymobase - قاعدة بيانات لمعلومات بروتين المحرك أو البروتين الهيكلي الخلوي